# Hải Hà
Hải Hà là một huyện nằm ở phía đông bắc tỉnh Quảng Ninh, Việt Nam.

## Địa lý
Huyện Hải Hà nằm ở phía đông bắc tỉnh Quảng Ninh, có vị trí địa lý:
- Phía đông giáp thành phố Móng Cái
- Phía tây giáp huyện Đầm Hà và huyện Bình Liêu
- Phía nam giáp vùng biển thuộc hai huyện đảo Cô Tô và Vân Đồn
- Phía bắc giáp địa cấp thị Phòng Thành Cảng, Quảng Tây, Trung Quốc.

Huyện có tổng diện tích tự nhiên 69.013 ha (bao gồm cả phần đất liền, biển và hải đảo).
Các dân tộc chính là Kinh, Dao, Tày, còn lại là các dân tộc: Sán Dìu, Sán Chỉ, Nùng, Mường, Thái, Cao Lan, Củi Chu và người Hoa. Người Kinh sống ở tất cả các xã trên địa bàn huyện, chiếm trên 75% dân số; Người Dao sinh sống chủ yếu ở 2 xã: Quảng Sơn và Quảng Đức ngoài ra còn ở Đường Hoa, Quảng Thịnh, Quảng Thắng, Quảng Thành, Quảng Long, Quảng Phong; Người Tày sống tập trung ở Quảng Phong 1.237 người ngoài ra còn ở Quảng Chính, thị trấn Quảng Hà, Quảng Long, Quảng Minh, Quảng Sơn.

## Địa hình
Hải Hà có địa hình đa dạng gồm miền núi cao, trung du ven biển, vùng ngập mặn, hải đảo. Về tổng thể địa hình huyện Hải Hà phân chia thành các kiểu địa hình chính sau:
- Vùng đồi núi cao phía Tây Bắc: Độ cao từ 200 - 1.500m so với mặt nước biền gồm các dãy núi cao, dạng bán bình nguyên. Địa hình chia cắt nhiều tạo thành các thung lũng hẹp, chân đồi là những ruộng bậc thang. Cấu tạo địa chất của vùng chủ yếu là đá sa phiến thạch, khi phong hóa chia ra đất đỏ vàng hoặc vàng đỏ, thanh phần cơ giới trung bình. Dưới tầng đất mịn thường gặp lớp đá mẹ phong hóa mềm (vụn bở). Tùy theo địa hình mà tầng đất hình thành dày hay mỏng tập trung chính ở các xã Quảng Sơn, Quảng Đức, Quảng Thành.
- Vùng trung du ven biển: Vừa có địa hình đồi núi thấp, vừa có đồng bằng xen kẽ, tập trung ở các xã ven biển như: Quảng Thắng, Quảng Minh, Quảng Trung, Quảng Điền và Quảng Phong. Địa hình vùng này thuận lợi cho phát triển cây công nghiệp, trồng lúa và nuôi trồng thủy sản.
- Vùng hải đảo phía Nam: xã đảo Cái Chiên có khoảng diện tích 2.549,95 ha, địa hình đa dạng, giao thông gặp nhiều khó khăn, việc giao lưu với bên ngoài là đường thủy.

## Khí hậu, thời tiết
Huyện Hải Hà có chế độ khí hậu mang tính chất nhiệt đới gió mùa. Về mùa đông (tháng 11 - 3), không khí cực đới lục địa và biển Đông thịnh hành gây thời tiết lạnh, khô vào nửa đầu mùa đông (tháng 12 - 1) và lạnh, ẩm vào nửa cuối mùa đông (tháng 2 - 3). Về mùa hạ (tháng 5 - 9), các khối không khí xích đạo, không khí nhiệt đới Thái Bình Dương và bắc Ấn Độ Dương thịnh hành cùng với nhiễu động thời tiết đặc biệt gây ra hiện tượng nóng, ẩm và xuất hiện bão, áp thấp nhiệt đới, dông... Tháng 4 và tháng 10 là các tháng chuyển tiếp, các khối không khí suy yếu và tranh giành ảnh hưởng, thời tiết ôn hòa hơn.
Nhiệt độ trung bình năm 22,4 - 23,30C, nhiệt độ trung bình cao nhất từ 30 - 340C, nhiệt độ trung bình thấp nhất vào mùa đông xuống đến 5 - 150C. Biên độ nhiệt độ ngày đêm tương đối lớn từ 10 - 120C.
Gió: có 2 hướng gió chính là gió Đông - Bắc và Đông - Nam: Gió mùa Đông Bắc: Từ tháng 10 đến tháng 4 năm sau, thịnh hành là gió Bắc và gió Đông Bắc, tốc độ gió từ 2 – 4 m/s. Gió mùa Đông Bắc tràn về theo đợt, mỗi đợt kéo dài từ 3 - 5 ngày, tốc độ gió trong những đợt gió mùa đạt tới cấp 5, cấp 6, gió mùa tràn về thường lạnh, giá rét; gió Đông Nam: Thịnh hành từ tháng 5 đến tháng 9 là gió Nam và Đông Nam, gió thổi từ biển vào mang theo hơi nước tạo nên không khí mát mẻ, tốc độ gió trung bình từ 2 – 4 m/s. Gió thịnh hành trong mùa đông ở khu vực ven biển này là gió Đông Bắc với tần suất khá lớn 50 ¸ 60%.
Mưa: Lượng mưa hàng năm khá cao nhưng không đều, mưa trung bình 3.120mm/năm; năm có lượng mưa lớn nhất đạt 3.830mm, năm có lượng mưa nhỏ nhất 3.015mm.
Độ ẩm: Do gần biển nên độ ẩm cao hơn khu vực núi Cao Bằng, Lạng Sơn. Độ ẩm trung bình năm đạt 83¸84%, thời kỳ đầu mùa đông là thời kỳ đẹp nhất trong năm. tháng cực tiểu là tháng 7 độ ẩm giảm xuống còn 80%, tháng cực đại độ ẩm thường ở mức 85 ¸ 86%.
Bão: là huyện ven biển nên chịu ảnh hưởng trực tiếp của bão đổ bộ từ biển vào. Bão thường xuất hiện vào tháng 6 đến tháng 10, tốc độ gió từ 20 – 40 m/s, bão thường kèm theo mưa nhiều. Về mùa đông ở những vùng núi cao khi nhiệt độ xuống quá thấp sẽ xuất hiện sương muối, thường xuất hiện vào tháng 2, tháng 11 và kéo dài mỗi đợt 1 - 3 ngày.
Nắng: tổng số giờ nắng toàn năm khoảng 1600 - 1700 giờ/năm.
Mùa hè hướng gió chủ đạo là hướng Nam và Tây Nam chiếm ưu thế chủ đạo với tần suất là 40¸50%, tốc đọ gió khá lớn, trung bình năm lên tới 2,5 m/s. ngoài hải đảo tốc độ gió lớn hơn đất liền từ 1¸2 m/s.
Bão: Hải Hà là huyện ven biển nên chịu ảnh hưởng trực tiếp của bão đổ bộ từ biển vào. Bão thường xuất hiện vào tháng 6 đến tháng 10, tốc độ gió từ 20 – 40 m/s, bão thường kèm theo mưa nhiều gây thiệt hại lớn cho sản xuất và đời sống nhân dân.
Sương muối: Về mùa đông ở những vùng núi cao khi nhiệt độ xuống quá thấp sẽ xuất hiện sương muối gây thiệt hại trực tiếp đến hoa màu và một số loại cây trồng. Sương muối thường xuất hiện vào tháng 11, tháng 2 và kéo dài mỗi đợt 1 - 3 ngày.
Nhìn chung, điều kiện khí hậu huyện Hải Hà thuận lợi phát triển nhiều loại cây trồng và tương đối đa dạng. Tuy nhiên do địa hình chia cắt mạnh nên mùa mưa thường có lũ đột ngột gây ảnh hưởng đến sản xuất và đi lại của người dân.
| Dữ liệu khí hậu của Hải Hà (TT. Quảng Hà) | Dữ liệu khí hậu của Hải Hà (TT. Quảng Hà) | Dữ liệu khí hậu của Hải Hà (TT. Quảng Hà) | Dữ liệu khí hậu của Hải Hà (TT. Quảng Hà) | Dữ liệu khí hậu của Hải Hà (TT. Quảng Hà) | Dữ liệu khí hậu của Hải Hà (TT. Quảng Hà) | Dữ liệu khí hậu của Hải Hà (TT. Quảng Hà) | Dữ liệu khí hậu của Hải Hà (TT. Quảng Hà) | Dữ liệu khí hậu của Hải Hà (TT. Quảng Hà) | Dữ liệu khí hậu của Hải Hà (TT. Quảng Hà) | Dữ liệu khí hậu của Hải Hà (TT. Quảng Hà) | Dữ liệu khí hậu của Hải Hà (TT. Quảng Hà) | Dữ liệu khí hậu của Hải Hà (TT. Quảng Hà) | Dữ liệu khí hậu của Hải Hà (TT. Quảng Hà) |
| Tháng                                     | 1                                         | 2                                         | 3                                         | 4                                         | 5                                         | 6                                         | 7                                         | 8                                         | 9                                         | 10                                        | 11                                        | 12                                        | Năm                                       |
| ----------------------------------------- | ----------------------------------------- | ----------------------------------------- | ----------------------------------------- | ----------------------------------------- | ----------------------------------------- | ----------------------------------------- | ----------------------------------------- | ----------------------------------------- | ----------------------------------------- | ----------------------------------------- | ----------------------------------------- | ----------------------------------------- | ----------------------------------------- |
| Cao kỉ lục °C (°F)                        | 27.4 (81.3)                               | 29.5 (85.1)                               | 30.3 (86.5)                               | 32.8 (91.0)                               | 34.6 (94.3)                               | 37.2 (99.0)                               | 37.0 (98.6)                               | 37.3 (99.1)                               | 36.7 (98.1)                               | 34.0 (93.2)                               | 31.8 (89.2)                               | 28.6 (83.5)                               | 37.3 (99.1)                               |
| Trung bình ngày tối đa °C (°F)            | 18.3 (64.9)                               | 19.2 (66.6)                               | 21.7 (71.1)                               | 26.0 (78.8)                               | 29.5 (85.1)                               | 31.1 (88.0)                               | 31.2 (88.2)                               | 31.4 (88.5)                               | 30.8 (87.4)                               | 28.6 (83.5)                               | 25.1 (77.2)                               | 21.9 (71.4)                               | 26.2 (79.2)                               |
| Trung bình ngày °C (°F)                   | 15.2 (59.4)                               | 16.4 (61.5)                               | 19.3 (66.7)                               | 23.2 (73.8)                               | 26.2 (79.2)                               | 27.9 (82.2)                               | 28.0 (82.4)                               | 27.8 (82.0)                               | 26.9 (80.4)                               | 24.3 (75.7)                               | 20.6 (69.1)                               | 16.6 (61.9)                               | 22.7 (72.9)                               |
| Tối thiểu trung bình ngày °C (°F)         | 12.9 (55.2)                               | 14.5 (58.1)                               | 17.3 (63.1)                               | 21.1 (70.0)                               | 23.7 (74.7)                               | 25.3 (77.5)                               | 25.4 (77.7)                               | 25.1 (77.2)                               | 24.0 (75.2)                               | 21.2 (70.2)                               | 17.5 (63.5)                               | 13.5 (56.3)                               | 20.1 (68.2)                               |
| Thấp kỉ lục °C (°F)                       | 2.5 (36.5)                                | 3.8 (38.8)                                | 4.7 (40.5)                                | 12.0 (53.6)                               | 15.1 (59.2)                               | 18.9 (66.0)                               | 17.6 (63.7)                               | 22.0 (71.6)                               | 17.6 (63.7)                               | 9.5 (49.1)                                | 3.1 (37.6)                                | 0.8 (33.4)                                | 0.8 (33.4)                                |
| Lượng Giáng thủy trung bình mm (inches)   | 35.0 (1.38)                               | 29.1 (1.15)                               | 50.1 (1.97)                               | 92.6 (3.65)                               | 196.5 (7.74)                              | 312.1 (12.29)                             | 414.9 (16.33)                             | 504.8 (19.87)                             | 346.7 (13.65)                             | 156.3 (6.15)                              | 56.2 (2.21)                               | 22.4 (0.88)                               | 1.935,6 (76.20)                           |
| Số ngày mưa trung bình                    | 8.4                                       | 11.4                                      | 14.8                                      | 11.8                                      | 12.0                                      | 15.3                                      | 16.7                                      | 18.6                                      | 13.7                                      | 8.9                                       | 6.0                                       | 5.8                                       | 143.3                                     |
| Độ ẩm tương đối trung bình (%)            | 81.6                                      | 86.0                                      | 87.9                                      | 86.8                                      | 83.7                                      | 84.5                                      | 84.2                                      | 85.7                                      | 82.7                                      | 79.0                                      | 77.7                                      | 77.2                                      | 83.1                                      |
| Số giờ nắng trung bình tháng              | 63.4                                      | 46.7                                      | 37.6                                      | 81.8                                      | 158.8                                     | 153.5                                     | 177.0                                     | 161.2                                     | 164.3                                     | 165.0                                     | 139.6                                     | 99.1                                      | 1.448                                     |
| [ cần dẫn nguồn ]                         |                                           |                                           |                                           |                                           |                                           |                                           |                                           |                                           |                                           |                                           |                                           |                                           |                                           |

## Thủy văn
Hải Hà có hệ thống sông suối khá dày đặc với hệ thống sông suối chính là sông Hà Cối, sông Tài Chi, sông Tấn Mài, sông Đường Hoa
Sông Hà Cối: Bắt nguồn từ vùng núi Keo Tiên, chảy qua xã Quảng Sơn đổ về biển qua thị trấn Quảng Hà, sông có chiều dài 35 km, chảy theo hướng Tây Bắc - Đông Nam. Diện tích lưu vực khoảng 118,4km2, lưu lượng dòng chảy lớn nhất 1.190m3/s, lưu lượng nhỏ nhất 2,69m3/s;
Đoạn cuối của sông chia làm nhiều sông nhỏ trước khi đổ ra biển. thứ tự các nhánh sông như sau: Sông Hà Nam, sông Hà Cối, sông Bồ Lồ (sông Đại Hoàng), sông Đường Hoa, sông Cái Đá Bàn. Trong các sông này chỉ có sông Hà Cối có lưu lượng nước sông lớn về mùa mưa lũ. Các sông còn lại lưu lượng không đáng kể.
Sông Tài Chi: Bắt nguồn từ vùng núi cao thuộc xã Quảng Đức, sông có chiều dài 25 km, chảy theo hướng Tây Bắc - Đông Nam, đến thị trấn Quảng Hà thì nhập vào sông Hà Cối. Diện tích lưu vực sông 82,4 km2, lưu lượng dòng chảy lớn nhất 1.490m3/s, lưu lượng nhỏ nhất 2,72m3/s.
Sông Tấn Mài: Bắt nguồn từ vùng núi cao xã Quảng Đức, sông có chiều dài 24 km, chảy theo hướng Tây Bắc - Đông Nam, nhập vào sông Mỏ Hàn (ranh giới 2 huyện Hải Hà và Móng Cái).
Cả 3 con sông này ngắn hẹp và có độ dốc lớn.

## Hệ thống hồ đập
Hải Hà có 3 hồ chứa nước ngọt bao gồm:
- Hồ Trúc Bài Sơn nằm trên địa bàn xã Quảng Sơn, có diện tích 110 ha, với dung tích thường xuyên đạt 15 triệu m3 nước.
- Hồ Khe Dầu (đảo Cái Chiên), có diện tích 18ha, đây là hồ chứa nước ngọt lớn trên đảo, những năm tới có thể nâng cao trình đập để tích nước ngọt được nhiều hơn.
- Hồ Khe Đình (đảo Cái Chiên), có diện tích 5ha, độ sâu trung bình 4 - 6m, có hệ thống mương bê tông dẫn nước. Những năm tới có thể cải tạo khơi sâu và đắp đập để nâng cao trình tưới, tích nước được nhiều hơn.

## Tài nguyên:

### Tài nguyên nước:
Nguồn nước mặt: hệ thống sông suối khá dày đặc, có hồ Trúc Bài Sơn diện tích 110 ha, dung tích 15 triệu m3, hồ Khe Đình và hồ Khe Dầu thuộc xã đảo Cái Chiên diện tích 23 ha và các đập nước. Đây là nguồn nước mặt với trữ lượng lớn, đảm bảo cho nhu cầu sản xuất nông nghiệp của các xã trong toàn huyện. Nước ngọt từ các hồ, đập nước được dẫn tới các khu sản xuất nông nghiệp nhờ hệ thống kênh mương dẫn nước bao gồm: hệ thống kênh Trúc Bài Sơn dài 108,4 km; hệ thống kênh Quảng Thành dài 58 km; hệ thống kênh Đường Hoa dài 15 km; hệ thống kênh Cái Chiên dài 15 km; hệ thống kênh nội đồng dài 332,5 km. Qua kết quả quan trắc cho thấy chất lượng nước sông, hồ còn tốt, các thông số quan trắc đều nằm trong tiêu chuẩn cho phép, ảnh hưởng của các hoạt động KTXH tới chất lượng nước không lớn. Nguồn nước sinh hoạt của nhân dân thị trấn được lấy từ nguồn nước mặt của sông Hà Cối, vị trí tại đập Tây Ninh xã Quảng Chính (cách thị trấn 2,5 km) làm nguồn cấp nước đô thị.
Nguồn nước ngầm: Hải Hà có trữ lượng nước ngầm khá lớn, chất lượng nước khá tốt, đảm bảo cho nhu cầu sinh hoạt của nhân dân. Đây là nguồn nước được nhân dân sử dụng qua hệ thống giếng khơi.
Nhìn chung nguồn nước cung cấp cho sinh hoạt, sản xuất công nghiệp và nông nghiệp ở Hải Hà khá dồi dào, tuy nhiên còn khó khăn vào mùa khô. Trong thời gian tới cần có biện pháp cải tạo, xây dựng các công trình dự trữ nước mưa, phủ xanh đất trống, bảo vệ rừng và đưa nước ngọt từ nơi khác đến để đáp ứng nhu cầu phát triển KTXH.

### Tài nguyên biển:
Hải Hà có bờ biển dài 35 km, diện tích biển và bãi biển khoảng 23.620 ha với nhiều loại hải sản quý sinh sống như tôm, cua, cá, sò huyết, sá sùng... Hiện tại nguồn lợi hải sản đã được khoanh nuôi tại xã Đường Hoa 163ha, Tiến Tới 12,0ha, Quảng Phong 150ha, Quảng Điền 64ha, Quảng Minh 252ha, Quảng Thắng 80ha, Quảng Thành 48ha.
Biển Hải Hà hàng năm cho phép khai thác khoảng 9.000 tấn/năm ở cả vùng lộng và vùng khơi. Hải sản đánh bắt gồm nhiều loài tôm, cá quý hiếm có giá trị cao như tôm He đuôi xanh ở ngư trường núi Miều, Mực nang ở ngư trường Thoi Xanh và một số loài cá có giá trị kinh tế cao như cá Song, cá Vược, cá Tráp... Khu vực biển đảo Cái chiên có những ngư trường lớn, tập trung nhiều tàu thuyền đến khai thác cho sản lượng cao.

### Tài nguyên rừng:
Huyện có tiềm năng phát triển kinh tế rừng, đặc biệt là phát triển kinh tế dưới tán rừng. Theo kết quả theo dõi diễn biến rừng và đất lâm nghiệp năm 2012, tổng diện tích rừng và đất lâm nghiệp là 35.051,1 ha, trong đó diện tích đất có rừng là 28.051,88 ha, chiếm 80,03% tổng diện tích rừng và đất lâm nghiệp.
Diện tích rừng tự nhiên 15.148,00 ha, chiếm 54,0% diện tích đất có rừng. Trong đó: Rừng nghèo 341,89 ha; Rừng phục hồi 12.301,91 ha; Rừng tre, nứa 54,70 ha; Rừng hỗn giao tre, nứa 1.604,50 ha; Rừng ngập mặn, phèn: 845,00 ha. Như  vậy có thể thấy khả năng lợi dụng của rừng tự nhiên không lớn, do hầu hết là rừng nghèo và rừng phục hồi. Rừng trồng 12.903,88 ha chiếm 46% diện tích đất có rừng.
Thảm thực vật: Hệ thống thảm thực vật phong phú với các loại thực vật của khu vực đồi núi và khu vực ngập mặn. Khu vực đồi núi chủ yếu là các loại tre, nứa, cây lấy gỗ (keo, bạch đàn, cây đặc sản như quế). Khu vực ngập mặn chủ yếu là thông, sú vẹt, đước. Ngoài ra còn có hệ thống thực vật như các lùm, bụi cây chịu hạn như sim, mua, cỏ tranh.
Rừng Hải Hà có ý nghĩa rất quan trọng đối với việc phát triển kinh tế, bảo vệ môi trường sinh thái, giữ nguồn nước, tạo cảnh quan. Vì vậy, cần phải có chính sách đầu tư, khái thác hợp lý và bảo vệ nguồn tài nguyên rừng.

### Tài nguyên khoáng sản và vật liệu xây dựng:
Mỏ đá Cao Lanh diện tích 22,51ha, phân bố ở các xã Quảng Đức và Quảng Sơn. Đây là nguồn khoáng sản có hàm lượng Allumin cao phù hợp cho sản xuất phụ gia xi măng, gạch chịu lửa, đá xẻ và một số sản phẩm thủ công mĩ nghệ khác.
Đất sét có diện tích khoảng 43,73 ha phân bố ở các xã Quảng Minh, Quảng Chính, Quảng Trung, Đường Hoa, Quảng Long, Quảng Thành, Quảng Phong. Đây là nguồn nguyên liệu để sản xuất gạch, ngói phục vụ nhu cầu xây dựng của nhân dân trên địa bàn.
Đá cuội sỏi, cát, đá hộc: vẫn đang được khai thác ở các lòng sông, suối của huyện, ven đảo Cái Chiên (tiêu thụ trong thị trường huyện).
Đá ốp lát: chủ yếu là đá Granit phân bố ở Quảng Nam Châu, trữ lượng ước khoảng 1,5 triệu m3, có màu hồng xanh khá đẹp, xếp vào loại có giá trị kinh tế cao.
Mỏ Kaolin-pyrophilit Tấn Mài (phần lớn ở xã Quảng Đức và một phần ở xã Quảng Sơn) gồm 6 thân quặng có trữ lượng dự báo 60,5 triệu tấn (nguồn nguyên liệu quý hiếm cho sản xuất vật liệu chịu lửa, gốm, sứ xây dựng).

### Tài nguyên du lịch, văn hóa:
Các điểm thu hút khách du lịch trong thời gian qua phải kể đến như: đảo Cái Chiên, cửa khẩu Bắc Phong Sinh, hồ Trúc Bài Sơn, rừng phòng hộ đầu nguồn,... Đây là những khu vực lý tưởng để phát triển đa dạng các loại hình du lịch như du lịch sinh thái, du lịch mua sắm, du lịch tắm biển,...
Đặc biệt, Cái Chiên là nơi có tiềm năng thế mạnh về phát triển du lịch: bãi biển tuyệt đẹp (bãi cát trắng mịn) và hàng phi lao trải dài khoảng 10 km, nước biển trong xanh là bãi tắm lý tưởng để cho các nhà đầu tư phát triển khai thác ngành du lịch biển và khu du lịch sinh thái. Gần đây đảo Cái Chiên cùng nhiều đảo khác trên vùng biển Quảng Ninh, nơi có dân cư sinh sống, còn nhiều khu rừng nguyên sinh, có nguồn nước tự nhiên dồi dào được  Tỉnh quy hoạch là những khu du lịch sinh thái, đồng thời là vùng kinh tế biển đảo, tạo thành phên giậu bảo vệ lãnh thổ, chủ quyền của Tổ quốc.
Hải Hà có lịch sử và truyền thống văn hoá lâu đời. Năm 1976 đã phát hiện ở Tấn Mài (nay là xã Quảng Đức) nhiều hòn đá có dáng công cụ thô sơ thời tiền sử. Viêc nghiên cứu để kết luận đang còn tiếp tục. Rất có thể đây là di chỉ thời đồ đá cũ đầu tiên và duy nhất tìm thấy ở Quảng Ninh. Năm 1995 đã tình cờ phát hiện trên đồi chè Quảng Lễ xã Quảng Chính một chiếc trống đồng thuộc hệ trống đồng Đông Sơn thời đại Hùng Vương. Năm 1999, các nhà khảo cổ lại phát hiện ở xã Đại Bình một di chỉ thời đồ đá mới tương đương thời kỳ văn hoá Bắc Sơn và trước Văn hoá Hạ Long.
Cư dân sớm nhất ở Hải Hà là những người Kinh sống bằng khai thác hải sản ven biển sau đó là người các Tỉnh đồng bằng ra mở đất canh tác lập nên các làng ở vùng thấp. Ở vùng núi và trung du sớm nhất là người Tày, sau đó là các dân tộc thiểu số từ vùng Thập Vạn Đại Sơn bên kia biên giới sang, sau cùng là người Hoa. Từ năm 1978, Hải Hà có đông người từ đồng bằng đến thế chỗ người Hoa đã đem theo phong tục và tập quán của vùng xuôi và trở thành “đất chèo’’. Hải Hà đang chú ý nâng cao dân trí, vừa phát triển giáo dục phổ thông vừa chú ý giáo dục thường xuyên. Huyện có một trường phổ thông trung học và một trường phổ thông dân tộc nội trú. Nhiều bác sĩ, kỹ sư, giáo viên trung học đã là người địa phương.
Về văn hoá, Hải Hà có vốn văn hoá dân gian nhiều sắc thái riêng. Toàn huyện gần như không theo tôn giáo nào. Tín ngưỡng dân gian với tục thờ cúng tổ tiên là phổ biến. Các xã người Kinh cũ ở đây cũng có thầy mo và có nhiều phong tục khác người Kinh vùng đồng bằng. Đám chay xưa, đốt nhiều vàng mã, cúng lễ cầu kỳ, ăn uống tốn kém. Đám cưới có hát đối giao duyên, có tục giăng ngõ. Các dân tộc thiểu số cũng có nhiều phong tục riêng.

## Hành chính
Huyện Hải Hà có 11 đơn vị hành chính cấp xã trực thuộc, bao gồm thị trấn Quảng Hà (huyện lỵ) và 10 xã: Cái Chiên, Đường Hoa, Quảng Minh, Quảng Thành, Quảng Chính, Quảng Phong, Quảng Long, Quảng Sơn, Quảng Đức, Quảng Thịnh.

## Lịch sử
Dưới thời nhà Nguyễn, địa bàn huyện Hải Hà ngày nay thuộc châu Vạn Ninh, phủ Hải Đông, tỉnh Quảng Yên.
Năm 1832, châu Vạn Ninh chuyển sang trực thuộc phủ Hải Ninh mới thành lập.
Đến thời vua Thành Thái, châu Vạn Ninh chia thành hai châu Móng Cái và Hà Cối. Ngày 10 tháng 12 năm 1906, Toàn quyền Đông Dương ra Nghị định tách toàn bộ phủ Hải Ninh (gồm ba châu Hà Cối, Móng Cái, Tiên Yên) của tỉnh Quảng Yên để thành lập tỉnh Hải Ninh.
Từ tháng 3 năm 1948, các cấp hành chính phủ, châu, quận được bãi bỏ, gọi chung là huyện. Châu Hà Cối đổi thành huyện Hà Cối thuộc tỉnh Hải Ninh.
Tháng 10 năm 1963, tỉnh Hải Ninh sáp nhập với khu Hồng Quảng thành tỉnh Quảng Ninh, huyện Hà Cối thuộc tỉnh Quảng Ninh, bao gồm thị trấn Hà Cối và 16 xã: Cái Chiên, Chúc Bài Sơn, Đại Lại, Đại Điền Nam, Đại Điền Nùng, Đường Hoa, Hà Cối Nam, Hà Cối Nùng, Lăng Khê, Lập Mã, Mã Tế Nam, Mã Tế Nùng, Phú Hải, Quất Đoài, Tiến Tới, Tấn Mài.
Ngày 4 tháng 6 năm 1969, huyện Hà Cối sáp nhập với huyện Đầm Hà thành huyện Quảng Hà.
Ngày 16 tháng 1 năm 1979, Hội đồng Chính phủ ban hành Quyết định 17-CP. Theo đó:
- Đổi tên thị trấn Hà Cối thành thị trấn Quảng Hà
- Đổi tên xã Hà Cối Nam thành xã Quảng Trung
- Đổi tên xã Đại Điền Nùng thành xã Quảng Long
- Đổi tên xã Đại Điền Nam thành xã Quảng Điền
- Đổi tên xã Đại Lại thành xã Quảng Phong
- Đổi tên xã Hà Cối Nùng thành xã Quảng Chính
- Đổi tên xã Mã Tế Nùng thành xã Quảng Minh
- Đổi tên xã Mã Tế Nam thành xã Quảng Thành
- Đổi tên xã Lập Mã thành xã Quảng Thắng
- Đổi tên xã Quất Đoài thành xã Quảng Nghĩa
- Đổi tên xã Lăng Khê thành xã Quảng Thịnh
- Đổi tên xã Chúc Bài Sơn thành xã Quảng Sơn
- Đổi tên xã Tấn Mài thành xã Quảng Đức.

Ngày 10 tháng 9 năm 1981, chuyển xã Quảng Nghĩa về huyện Hải Ninh (nay là thành phố Móng Cái) quản lý.
Ngày 29 tháng 8 năm 2001, Chính phủ ban hành Nghị định 59/2001/NĐ-CP. Theo đó, chia huyện Quảng Hà thành hai huyện Hải Hà và Đầm Hà.
Khi tách ra, huyện Hải Hà có thị trấn Quảng Hà và 15 xã: Cái Chiên, Đường Hoa, Phú Hải, Quảng Chính, Quảng Điền, Quảng Đức, Quảng Long, Quảng Minh, Quảng Phong, Quảng Sơn, Quảng Thắng, Quảng Thành, Quảng Thịnh, Quảng Trung, Tiến Tới.
Ngày 17 tháng 12 năm 2019, Ủy ban thường vụ Quốc hội ban hành Nghị quyết số 837/NQ-UBTVQH14 về việc sắp xếp các đơn vị hành chính cấp huyện, cấp xã thuộc tỉnh Quảng Ninh (nghị quyết có hiệu lực từ ngày 1 tháng 1 năm 2020). Theo đó:
- Sáp nhập 3 xã: Phú Hải, Quảng Trung, Quảng Điền vào thị trấn Quảng Hà
- Sáp nhập xã Quảng Thắng vào xã Quảng Minh
- Sáp nhập xã Tiến Tới vào xã Đường Hoa.

Huyện Hải Hà có 1 thị trấn và 10 xã như hiện nay.
Ngày 18 tháng 11 năm 2021, Bộ Xây dựng ban hành Quyết định số 1256/QĐ-BXD công nhận thị trấn Quảng Hà là đô thị loại IV trực thuộc huyện Hải Hà.

## Kinh tế
Dân cư sống chủ yếu là Nông, Lâm, ngư nghiệp. Gần đây chuyển dần sang tham gia lao động Khu công nghiệp, trở thành công nhân và làm dịch vụ, du lịch.
Huyện có đặc sản chè Đường Hoa, quế Quảng Sơn. Hiện nay còn có thêm các sản phẩm OCCOP nổi tiếng: Mía tím, vịt trời, khau nhục, bánh chưng cơm lông... Nuôi trồng và đánh bắt hải sản mang lại cho huyện một nguồn lợi lớn.
Khoáng sản có đá cao lanh Tấn Mài được đánh giá là chất lượng tốt.
Huyện có Khu kinh tế cảng biển lớn nhất miền bắc do 7 tập đoàn và các tổng công ty lớn nhất Việt Nam tập trung đầu tư, tập trung chủ yếu tại thị trấn Quảng Hà và xã Quảng Phong.
Huyện có cửa khẩu Bắc Phong Sinh (trên địa bàn xã Quảng Đức) đây là nơi giao lưu hàng hoá giữa Việt Nam và Trung Quốc.
Huyện có khu du lịch Cái Chiên nổi tiếng. Ngoài ra còn có các tuyến du lịch xã Quảng Thành, Quảng Minh, đồi chè xã Quảng Long; phố đi bộ thị trấn Quảng Hà; du lịch văn hóa cộng đồng ở bản Lý Quáng, xã Quảng Sơn...

## Giao thông
Huyện Hải Hà có nhiều tuyến đường quan trọng chạy qua như: Quốc lộ 18A[1], Quốc lộ 18B (tỉnh lộ 340 cũ), Quốc lộ 18C (tỉnh lộ 341 cũ). Quốc lộ 18A đoạn chạy qua địa bàn huyện có tổng chiều dài 27 km, từ tuyến đường này lên phía Đông Bắc 40 km là cửa khẩu Quốc tế Móng Cái, về phía Tây Nam 150 km là thành phố Hạ Long và từ đây có thể đi tới nhiều trung tâm kinh tế quan trọng của đất nước. Quốc lộ 18B nối từ Quốc lộ 18A với cửa khẩu Bắc Phong Sinh; Quốc lộ 18C chạy dọc khu vực biên giới từ huyện Bình Liêu qua Hải Hà nối với cửa khẩu Bắc Phong Sinh. Huyện cũng có tuyến cao tốc Hải Phòng - Móng Cái chạy qua với chiều dài gần 18 km. Cùng với hệ thống đường bộ, huyện có có 35 km bờ biển và nhiều cửa sông, cửa biển là điều kiện thuận lợi cho phát triển giao thông đường thủy. Từ Hải Hà có thể đi Móng Cái, Tiên Yên, Hạ Long, Cô Tô và ra hải phận quốc tế.
Vị trí địa lý, giao thông tạo điều kiện thuận lợi cho huyện trong việc giao lưu kinh tế với Khu Phòng Thành - tỉnh Quảng Tây (Trung Quốc). Đồng thời, huyện còn có vị trí quan trọng về quốc phòng, an ninh không chỉ đối với tỉnh Quảng Ninh mà còn có ý nghĩa đối với toàn vùng Đông Bắc nước ta.
[1] Trước đây, đoạn đường từ Phả Lại qua Hạ Long tới Tiên Yên mang tên Quốc lộ 18. Đoạn từ Tiên Yên đến Móng Cái (qua Hà Cối - Hải Hà) mang tên quốc lộ 4. Sau đó, Nhà nước gọi chung đoạn đường từ Phả Lại qua Hạ Long - Tiên Yên - Móng Cái là đường 18A.